# 홍콩우정

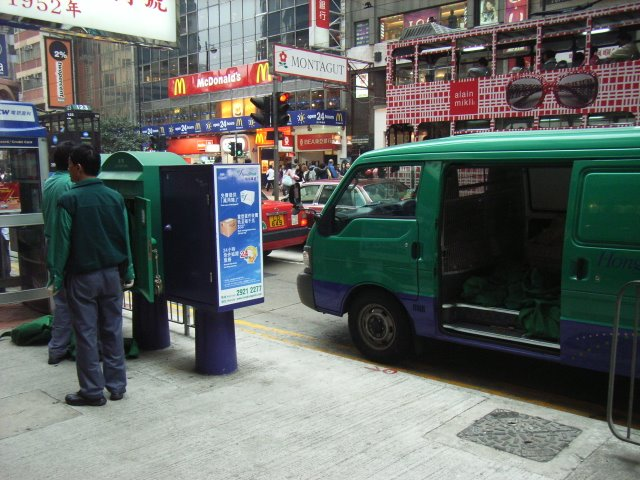

홍콩우정(香港郵政, 향항우정)은 홍콩에서 우편 사업을 실시하는 홍콩 정부 상무급경제발전국에 속해있는 공공 사업체이다. 1841년에 근대적 우정 사업 기관으로는 아시아에서 처음 설립 되었다. 1997년 홍콩 반환이 이루어지기 전에는 영국이 운영하였다.

## 같이 보기
- 중화우정
- 중국우정
- 마카오 우정국
- 분류:홍콩의 기업
- 로열메일